# Stanislav Krakov
Stanislav Krakov (serbe : Станислав Краков), né le 29 mars 1895 à Kragujevac et mort le 15 décembre 1968 à Genève, est un écrivain, journaliste et réalisateur serbe. 
Il a combattu dans les Guerres balkaniques et la Première Guerre mondiale. Dans l'entre-deux-guerres, il publie des romans s'inspirant de son expérience de guerre et écrit dans divers journaux. Il est également le réalisateur de films sur la Grande Guerre.

## Biographie
Stanislav Krakov est le fils d'un médecin d'origine polonaise et d'une femme, elle aussi médecin, issue d'une famille de l'élite serbe apparentée à la famille régnante (à partir de 1903) des Karadjordjević.  
Il s'engage comme volontaire dans les Guerres balkaniques alors qu'il est encore lycéen. Il rejoint l'Académie militaire de Belgrade en 1913 et combat ensuite dans la Première Guerre mondiale comme officier au sein du 17e régiment d'infanterie serbe. Il est blessé à 17 reprises, notamment à la bataille du Kajmakčalan en 1916.
C'est au sortir de la Première Guerre mondiale, notamment de 1919 à 1930, que Stanislav Krakov déploie son importante activité littéraire, publiant des romans, des nouvelles, des récits de voyage, des reportages et des critiques dans de nombreux journaux et magazines. Il relève du courant moderniste de la littérature yougoslave de l'entre-deux-guerres. 
Il s'intéresse également au cinéma, en publiant de nombreuses critiques dans la presse serbe et yougoslave de l'époque. Proche des pionniers du cinéma yougoslave, il réalise en 1930 le film Golgota Srbije (le Golgotha de la Serbie), initialement projeté sous le titre Za čast otadžbine (Pour l'honneur de la patrie).
Il est également un grand collectionneur, passionné de numismatique, de philatélie, de bibliophilie. 
Il cultive dans l'entre-deux-guerres la mémoire du mouvement tchetnik du début du XXe siècle. Il est proche dans les années 1930 du Club culturel serbe et du mouvement Zbor de Dimitrije Ljotić. Dans la Seconde Guerre mondiale, Krakov prend parti pour le Gouvernement de salut national, dirigé par son oncle Milan Nedić. Après 1945 et la victoire des Partisans yougoslaves, il est contraint de quitter la Yougoslavie et vit en exil à Paris. 
En exil, il publie une monographie sur son oncle le général Milan Nedić. 

## Œuvres

### Filmographie
- Golgota Srbije (1932)